# Jean-François Cail
Jean-François Cail (Chef-Boutonne, 8 de febrer del 1894 - Ruffec (Charente), 22 de maig del 1871) va ser un empresari francès pioner en la construcció del ferrocarril.
El seu cognom apareix inscrit a la Torre Eiffel

## Société Cail
Instal·lada al barri de Chaillot i després a Grenelle, l'empresa Cail va construir locomotores a partir de 1844 i les famoses locomotores Crampton van arribar a 120 km per hora el 1862.
També va construir destil·leries d'alcohol de remolatxa, entre altres actuacions

## Cronologia industrial
- 1836: Société Ch.Derosne et Cail.
- 1850: Société J.F Cail & Cie.

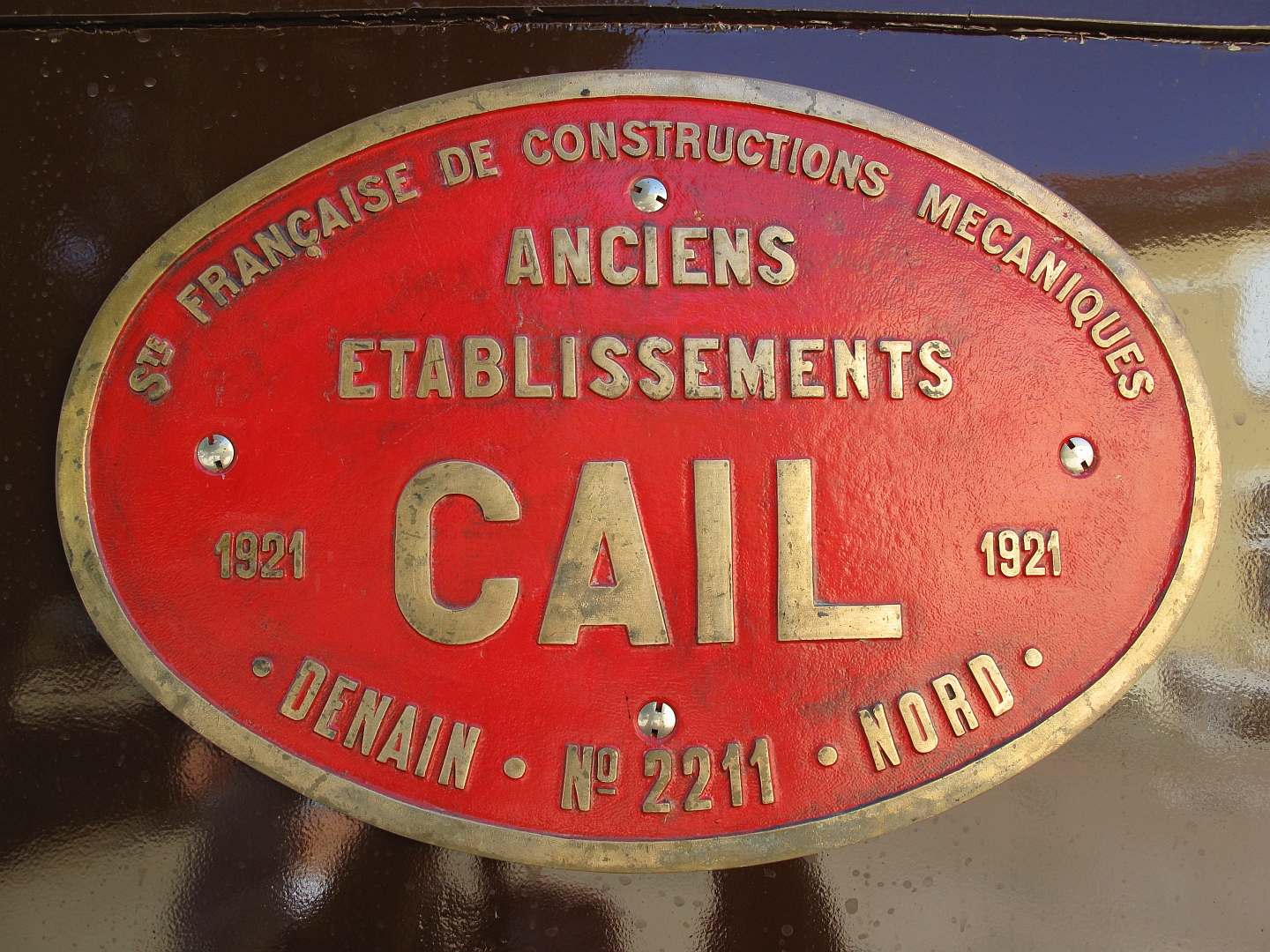
Placa de locomotora

- 1882: Société anonyme des Anciens Établissements Cail.
- 1898: Société française de constructions mécaniques.
- 1958: Société Fives-Lille - Cail.
- 1973: Société anonyme Fives-Cail - Babcock.
- 1980: Compagnie de Fives-Lille.
- 1983: Groupe Fives-Lille.

## Homenatges
- Jean-François Cail dona el nom a la rue Cail de París d

## Bibliografia

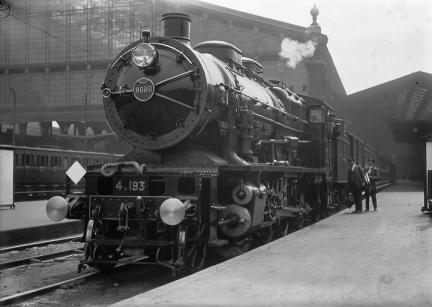
Locomotora tipus 140, construïda per Cail.
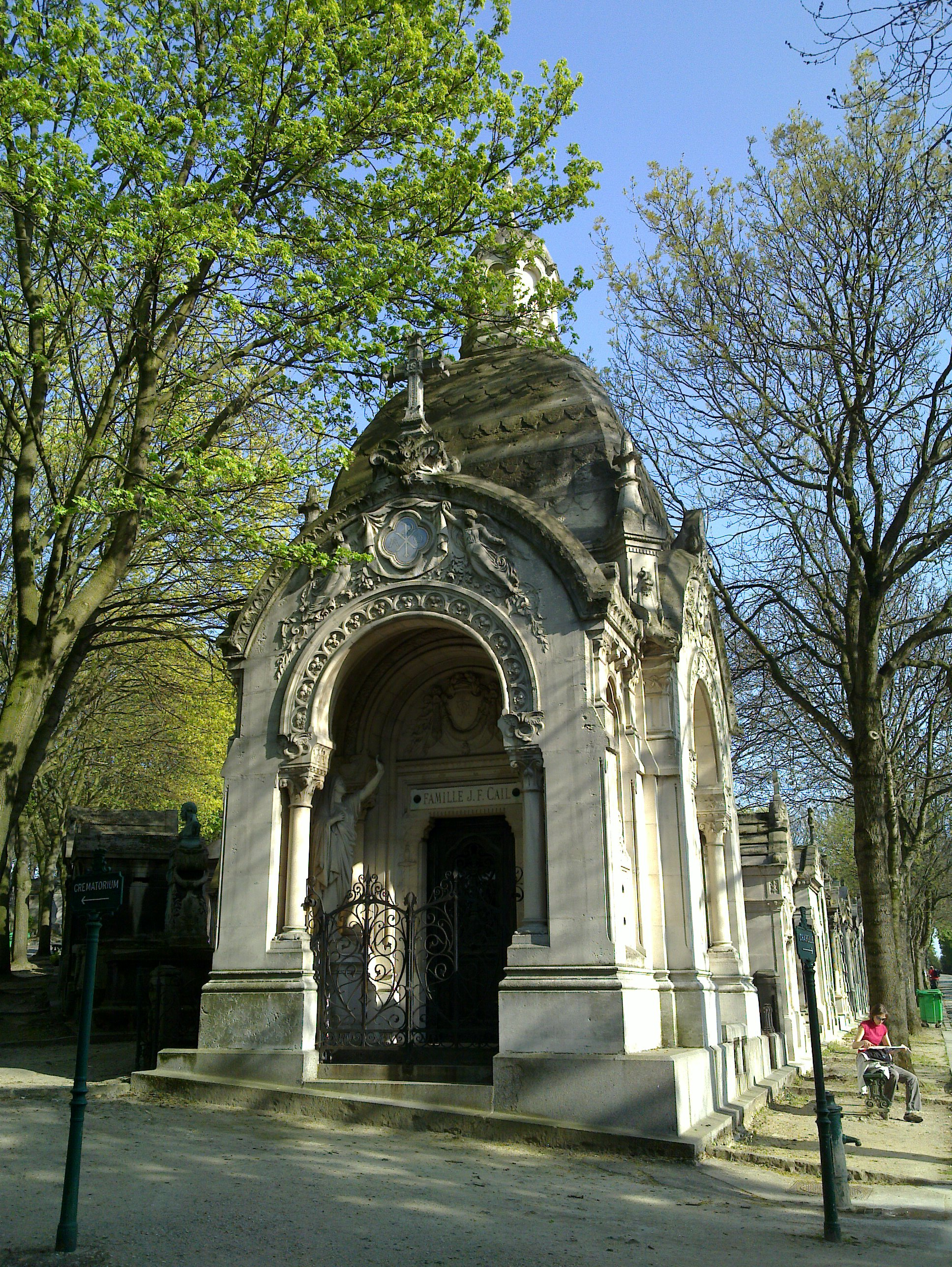
Tomba al cimetière du Père-Lachaise
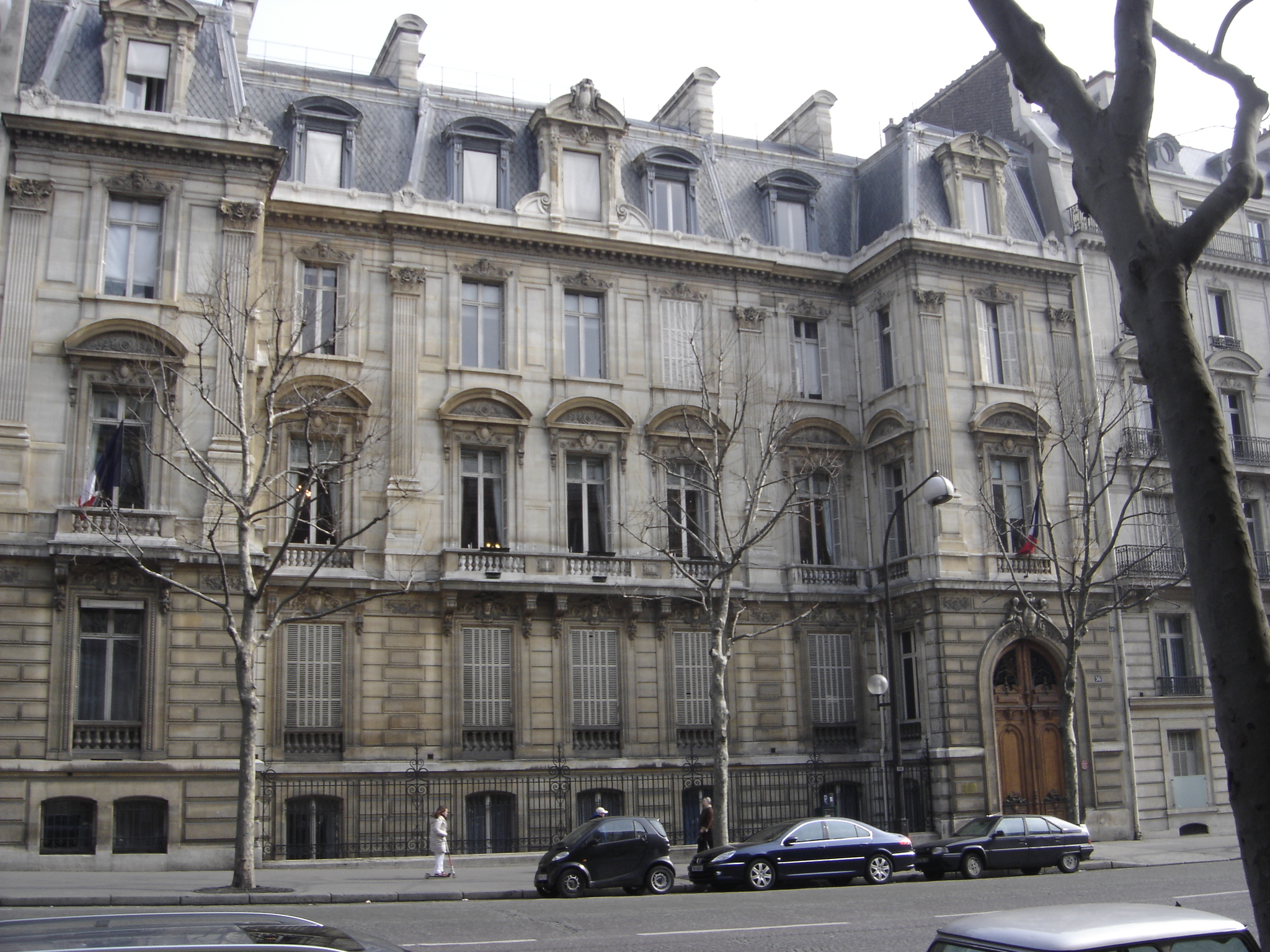
Casa de l'ajuntament del 8° arrondissement de París